# FK Zadrugar Lazarevo
FK Zadrugar Lazarevo, serb:  ФК Задругар Лазарево – serbski klub piłkarski z Lazareva. Został utworzony w 1946 roku. Obecnie występuje w Srpska Liga Vojvodina.